# Le Cabanial
Le Cabanial (em occitano:  Le Cabanial) é uma comuna francesa na região administrativa da Occitânia, no departamento do Alto Garona. Estende-se por uma área de 8.47 km², com 450 habitantes, segundo o censo de 2018, com uma densidade de 53 hab/km².